# 乔鑫鑫
乔鑫鑫（？—），本名杨泽伟，是一名对中华人民共和国政府持有异见人士，知名于发起“拆墙运动”。

## 经历
5月初乔鑫鑫在欧盟驻万象使团周边举牌，发起“拆墙运动”，呼吁瓦解中国封锁境外网路的“防火长城”。
“六四”34周年前夕，乔鑫鑫在老挝的住所失联。
2023年7月7日，湖南衡阳市公安局直属分局对乔鑫鑫以涉嫌煽动颠覆国家政权执行逮捕。
8月初，人权活动人士林生亮通过与乔鑫鑫家人的电话，确认其被关押于衡阳市的某个看守所至今，而“拆墙运动”则交由刘栋玲管理。

## 职业
自由亚洲电台称乔鑫鑫曾是其特约记者。